# Никод, Жан
Жан Пьер Джордж Никод (фр. Jean George Pierre Nicod; 1893, Франция — 16 февраля 1924, Женева, Швейцария) — французский философ и логик.

### Биография
В своей самой известной работе, он показал, что классическое исчисление высказываний может быть получено из одной аксиомы и правила, которые выражаются с помощью штриха Шеффера. Он также предложил аксиому Никода и разработал критерий Никода.
Никод умер в возрасте 31 года от туберкулеза.

### Наследие
Институт Жана Никода (Париж) — филиал «French Centre National de la Recherche Scientifique» (CNRS) — это научно-исследовательская лаборатория на стыке философии, когнитивной науки, и общественных наук. Институт был назван в честь Жана Никода. Имя Жана Никода связано с престижными лекциями Жана Никода, которые ежегодно читаются в Париже ведущими ума философами или специалистами когнитивной науки с философским уклоном, и опубликованы в серии MIT Press. Лектор получает премию Жана Никода в CNRS.

##### Основные работы
- 1917, «A Reduction in the Number of Primitive Propositions of Logic», Proc. Camb. Phil. Soc. 19: 32-41.
- 1921, «La géométrie des sensations de mouvemen», Revue de métaphysique et de morale 28: 537-43.
- 1922, «Les tendances philosophiques de M. Bertrand Russell» Revue de métaphysique et de morale 29: 77-84.
- 1922, «Математическая логика и основания математики» в Британской энциклопедии: в новых томах. том 3, 12-е изд., 874-76.
- 1923, La géométrie dans le monde sensible. Thèse, Univ. de Paris.
- 1923, Le problème la logique de l’induction. Thèse complémentaire, Univ. de Paris.
- 1924, «Les relations des valeurs et les relations de sens en la logique formelle», Revue de métaphysique et de morale 31: 467-80.
- 1924, «Freedom of Association and Trade Unionism: An Introductory Survey», International Labor Review 9: 467-80.
- 1930, Foundations of Geometry & Induction, Containing Geometry in a Sensible World and the Logical Problem of Induction, with prefaces by Bertrand Russell and André Lalande. London: Kegan Paul, Trench, Trubner & Co. New York: Harcourt, Brace & Co.[5] Reprinted 2000, London: Routledge.